# Vallásfilozófia
A vallásfilozófia a vallásra irányuló filozófiai reflexió. A vallásfilozófia feladatának tekinti a filozófiai istenérvek és istenbizonyítékok megalkotását, elemzését, a teológia és a filozófia, a hit és az értelem közötti viszony természetének tisztázását. Viszonylag új keletű kifejezés; először a 18. század végén, Németországban használták.

## A filozófia és a hit
Isten létének kérdése, mindig is a filozófia problémái közé tartozott, már az ókor óta, mondhatni, nem volt olyan gondolkodó akit ne foglalkoztatott volna ez a kérdés. A filozófusok vallásos meggyőződésüknek megfelelően a hit mellett vagy ellen hoznak fel bizonyítékot. A vallásfilozófia feladta Isten léte, vagy nem léte mellett felhozott állítások bizonyítása.
Egy felsőbb rendű hatalom, Isten létezését először a preszókratikus természetfilozófusok, főként az atomisták: Leukipposz és Démokritosz kérdőjelezték meg. Ők a világot teljesen anyagi természetűnek írták le, amelyben semmiféle teremtő vagy elrendező erő nem munkálkodik.
A kereszténység megjelenése előtti időkben már számos elmélet született Isten létével, természetével kapcsolatban, ezek közül különösen figyelemre méltó Platónnak a Timaiosz művében kifejtett elmélete, ami nagy hatással volt olyan későbbi gondolkodókra mint Órigenész és Hippói Szent Ágoston. Platón istene, a Démiurgosz örök és mozdulatlan és valójában nem vesz részt a világ kialakításában sem működésébe, sőt a világ dolgaiba sem avatkozik bele. Ellenben számos kisisten, a 'kézműves istenek', akik nem közelítik meg Isten tökéletességét, de az emberek felett állnak, mindezt elvégzik, ezzel magyarázható, hogy a világban vannak tökéletlenségek és, hogy létezik a rossz.
A kereszténység megjelentével, az Isten létéről alkotott viták átformálódnak.
Az empirista filozófusok szerint, ami tapasztalatilag nem igazolható, arról értelmetlen beszélni. Ehhez hasonló véleményen voltak a Bécsi kör filozófusai is: ami nem verifikálható arról nem állíthatjuk bizonyossággal, hogy igaz vagy hamis. Alfred Jules Ayer, Rudolf Carnap és a logikai pozitivisták szerint ez egyértelműen bizonyítja Isten nemlétezését, szerintük, amely szavak nem referálnak tapasztalható dologra azok nem léteznek. Így ír erről Ayer:
Az 'Isten' szó metafizikai kifejezés. Ha pedig 'Isten' szó metafizikai kifejezés, akkor még csak valószínű sem lehet, hogy egy isten létezzék. Hiszen ha azt mondom:"Isten létezik", akkor metafizikai kijelentést teszek, amely sem igaz sem hamis nem lehet. Ugyanennél az oknál fogva, nem bírhat semmiféle szó szerinti jelentéssel egyetlen olyan mondat sem, amely egy természetfeletti isten tulajdonságait taglalja.

## Isten létezése
- Ontológiai istenérv
- Kozmológiai istenérv
- Teleológiai istenérv
- Fizikoteológiai istenérv

## Gyakori témakörei
A vallásfilozófia gyakori kérdései, témakörei:

### Az erkölcs és vallás
- Az erkölcs előfeltételezi a vallást?
- A vallás magában foglalja az erkölcsöt?
- Az erkölcs értelmetlen a vallás nélkül?
- Az erkölcs ellentétben áll a vallással?

### A csodák
- A csodák meghatározásai
- Hinni kell a csodákban?
- Mit bizonyítanak a csodák?

### Túlvilág
- A test nélküli én fennmaradása
- Testi fennmaradás a halál után
- Mi szól a halál utáni élet hite mellett?

## Iszlám
A falszafa (arab: الفلسفة الإسلامية al falsafa-l-islamiya) a filozófia művelése az iszlámban. A muszlimok azért foglalkoznak előszeretettel filozófiával (legalábbis az első évszázadokban), mert meggyőződésük, hogy Isten mindennek a teremtője, s a tudás és az isteni alkotások mélyebb megértését eredményezi. 

## Ind filozófia
Az ind filozófiai iskolák többek közt a következő alapvető kérdésekre próbálnak választ keresni:
- Ki vagyok én? Honnan jöttem és miért jöttem? Milyen kapcsolat fűz a sokrétű világegyetemhez és más emberi lényekhez?
- Mi a lényünk alapvető természete, mi a manifesztálódott világ alapvető természete és oka?
- Milyen kapcsolatban állnak a központi tudatosság és a világ tárgyai?
- Milyen a világ tárgyaihoz fűződő formák és nevek természete, és miként szolgálják az ember alapvető természetét vagy az egyetemes tudatot?
- Mi vezérelje tetteinket, míg földi testünkben élünk? Tovább élünk-e a halál után?
- Mi az igazság, és hogyan juthatunk észszerű következtetésekre az igazság kérdésében?

Az ind filozófia fő iskolái:
- ortodox rendszerek: szánkhja, mímánsza, njája, vaisésika, jóga, védánta
- heterodox rendszerek: dzsainizmus és buddhizmus

### Buddhizmus
A buddhista filozófia legfőbb szándéka a valóságot megtestesítő dharmák magyarázata. A korai buddhizmusban kerülték a spekulatív metafizikai, fenomenológiai, etikai és episztemológiai okfejtéseket helyette az érzékszervek általi (ájatana) empirikus tapasztalatokat részesítették előnyben.
Mindazonáltal a buddhista tudósok később foglalkoztak ontológiai és metafizikai témákkal. A buddhista filozófiában fontosnak bizonyultak a különböző buddhista irányzatok közötti viták témái. Ezekből alakultak ki legelőször az Abhidhamma különböző korai buddhista iskolái, majd a mahájána hagyományban a pradzsnyápáramitá, madhjamaka, buddha-természet és jógácsára iskolái.

## Jelentősebb vallásfilozófusok

### Külföldiek
| - Abhinavagupta - Ádi Sankara - Aquinói Szent Tamás - Hippói Szent Ágoston - Ferdinand Ulrich - Ramanuja - Madhva - Marilyn McCord Adams - Robert Adams - William Alston - Canterburyi Szent Anzelm - Boethius - Giordano Bruno - Martin Buber - Joseph Butler - Samuel Clarke - Anne Conway - René Descartes - Pszeudo-Dionüsziosz - Mircea Eliade - Rotterdami Erasmus - Sziddhártha Gautama - al-Gazáli | - Yehuda Halevi - Charles Hartshorne - Hérakleitosz - John Hick - David Hume - Peter van Inwagen - Allama Iqbal - William James - Immanuel Kant - Søren Aabye Kierkegaard - Jonathan Kvanvig - Gottfried Wilhelm Leibniz - Brian Leftow - J. L. Mackie - Maimonidész - Herbert McCabe - Basil Mitchell - Nágárdzsuna - Milarepa - Dogen Zenji - Friedrich Nietzsche - Rudolph Otto - William Paley | - Blaise Pascal - D. Z. Phillips - Alexandriai Philón - Alvin Plantinga - Plótinosz - Karl Rahner - Franz Rosenzweig - John Duns Scotus - Friedrich Schleiermacher - Ninian Smart - Baruch Spinoza - Melville Y. Stewart - Eleonore Stump - Richard Swinburne - Denys Turner - Peter Vardy - Vasubandhu - Nicholas Wolterstorff - Ramakrishna - Vivekananda - Charles Taliaferro - Ralph Waldo Emerson |

### Magyarok
- Mezei Balázs
- Tatár György
- Weissmahr Béla

## Magyar nyelvű szakirodalom
- Rahner, Karl: Az ige hallgatója (ford. Gáspár Csaba László), Gondolat Kiadó, Budapest, 1991, ISBN 9632826159
- Otto, Rudolf: A szent (ford. Bendl Júlia), Osiris Kiadó, Budapest, 1997, ISBN 9633792215
- Lafont, Ghislain: A katolikus egyház teológiatörténete (ford. Mártonffy Marcell), Atlantisz Könyvkiadó, Budapest, 1998, ISBN 9637978984
- Hegel, G. W. F.: Vallásfilozófiai előadások (ford. Csikós Ella et al., jegyz., előszó Zoltai Dénes), Atlantisz Könyvkiadó, Budapest, 2000, ISBN 9789639165441
- Canterburyi Szent Anzelm: Filozófiai és teológiai művek (ford. Dér Katalin), Osiris Kiadó, Budapest, 2001, ISBN 9633890977
- Tillich, Paul: Rendszeres teológia (ford. Szabó István), Osiris Kiadó, Budapest, 2002, ISBN 9633791901
- Bultmann, Rudolf: Az Újszövetség teológiája (ford. Koczó Pál), Osiris Kiadó, Budapest, 2003, ISBN 9633894646
- Taubes, Jacob: Nyugati eszkatológia (ford. Mártonffy Marcell), Atlantisz Könyvkiadó, Budapest, 2004, ISBN 9789639165656
- Leinsle, Ulrich G.: A skolasztikus teológia története, Osiris Kiadó, Budapest, 2007, ISBN 9789633899236
- Canterburyi Szent Anzelm: Canterburyi Szent Anzelm összes művei (ford. Dér Katalin),  Szent István Társulat, Budapest, 2007, ISBN 9789633619001
- Szent Ágoston: Isten városáról. De civitate Dei 1-4. kötet (ford. Dér Katalin, Heidl György), Kairosz Könyvkiadó, Budapest, 2009, ISBN 9789636622855
- Szent Ágoston: Szent Ágoston vallomásai (ford. Vass József), Szent István Társulat, Budapest, 2015, ISBN 9789633615799
- Szent Ágoston: Írások a kegyelemről és az eleve elrendelésről (ford. Hamvas Endre), Budapest, L'Harmattan, 2015, ISBN 9789632369563